# Камберланд Хил (Роуд Ајланд)
Камберланд Хил (енгл. Cumberland Hill) насељено је место без административног статуса у америчкој савезној држави Роуд Ајланд.

## Демографија
По попису из 2010. године број становника је 7.934, што је 196 (2,5%) становника више него 2000. године.
| Група             | 2000.         | 2010.         |
| Белци             | 7.429 (96,0%) | 7.299 (92,0%) |
| Афроамериканци    | 30 (0,4%)     | 99 (1,2%)     |
| Азијати           | 99 (1,3%)     | 229 (2,9%)    |
| Хиспаноамериканци | 97 (1,3%)     | 207 (2,6%)    |
| Укупно            | 7.738         | 7.934         |